# 3688 Navajo
3688 Navajo (1981 FD) là một tiểu hành tinh nằm phía ngoài của vành đai chính được phát hiện ngày 30 tháng 3 năm 1981 bởi Edward L. G. Bowell ở Anderson Mesa. It is one of very few asteroids located in the 2: 1 mean motion resonance with Sao Mộc. Tênd for Navajo people of the southwest United States.